# 8820 Anjandersen
A 8820 Anjandersen (ideiglenes jelöléssel 1985 VG) a Naprendszer kisbolygóövében található aszteroida. P. Jensen fedezte fel 1985. november 14-én.